# Thibault de Laval
Thibault de Laval, fils de Guy VIII de Laval et de Jeanne de Beaumont, religieux français du XIVe siècle.

## Biographie
L'auteur de la Maison de Laval (t. II, p. 47) dit ne connaître aucun renseignement sur lui, et d'après Du Chesne, il serait mort à la bataille de Poitiers en 1356. Il est connu au moins dans la première phase de sa vie par les archives vaticanes.
Chanoine de Saint-Pierre-la-Cour du Mans, il est autorisé, grâce à la protection de la reine d'Angleterre, Isabelle de France, sa parente, à posséder un canonicat à Angers, 13 mai 1317, puis la cure d'Hochton (au comté de Durham), puis un bénéfice à Saint-Martin-de-Tours, 31 mai et juillet 1324, en démissionnant de sa cure. Il reçoit en même temps mandat du pape pour faire pourvoir Guillaume Ouvrouin de la prébende du Mans, que lui a résignée Guy de Laval, son frère.

## Source
« Thibault de Laval », dans Alphonse-Victor Angot et Ferdinand Gaugain, Dictionnaire historique, topographique et biographique de la Mayenne, Laval, A. Goupil, 1900-1910 [détail des éditions] (BNF 34106789, présentation en ligne), t. IV, p. 536.